# グローヴ (駆逐艦)
グローヴ (HMS Grove) はイギリス海軍の駆逐艦。ハント級II型。

## 艦歴
スワン・ハンター社で建造。1940年8月28日起工。1941年5月29日進水。1942年2月5日就役。
1942年3月27日、「グローヴ」と駆逐艦「アルデンハム」、「Volunteer」、「レミントン」はWS17船団護衛中に北緯47度21分、西経21度39分でドイツ潜水艦「U587」を沈めた。
「グローヴ」は5月18日にアレクサンドリアに着き、第22駆逐艦戦隊に加わった。
6月12日、「グローヴ」は駆逐艦「テトコット」と共にトブルクから出航したが、「グローヴ」はRaz Azzaz付近で座礁し、左舷側の推進器を損傷した。同日、バルディア北方でドイツ潜水艦「U77」が2隻を発見し、「グローヴ」に対して魚雷4本を発射。「グローヴ」側は魚雷を発見したものの、推進器損傷による速力低下のため回避できず、被雷した「グローヴ」は14分後に沈没した。艦長James Ryland以下79名が「テトコット」に救助された。